# Dimitriškės
Dimitriškės è un villaggio del distretto di Zarasai della contea di Utena, nel nord-est della Lituania e non lontana dal confine con la Lettonia. Secondo un censimento del 2011, la popolazione ammonta a 373 abitanti.
Ospita una pista d’atterraggio locale utilizzata per chi raggiunge la vicina Zarasai.

## Storia

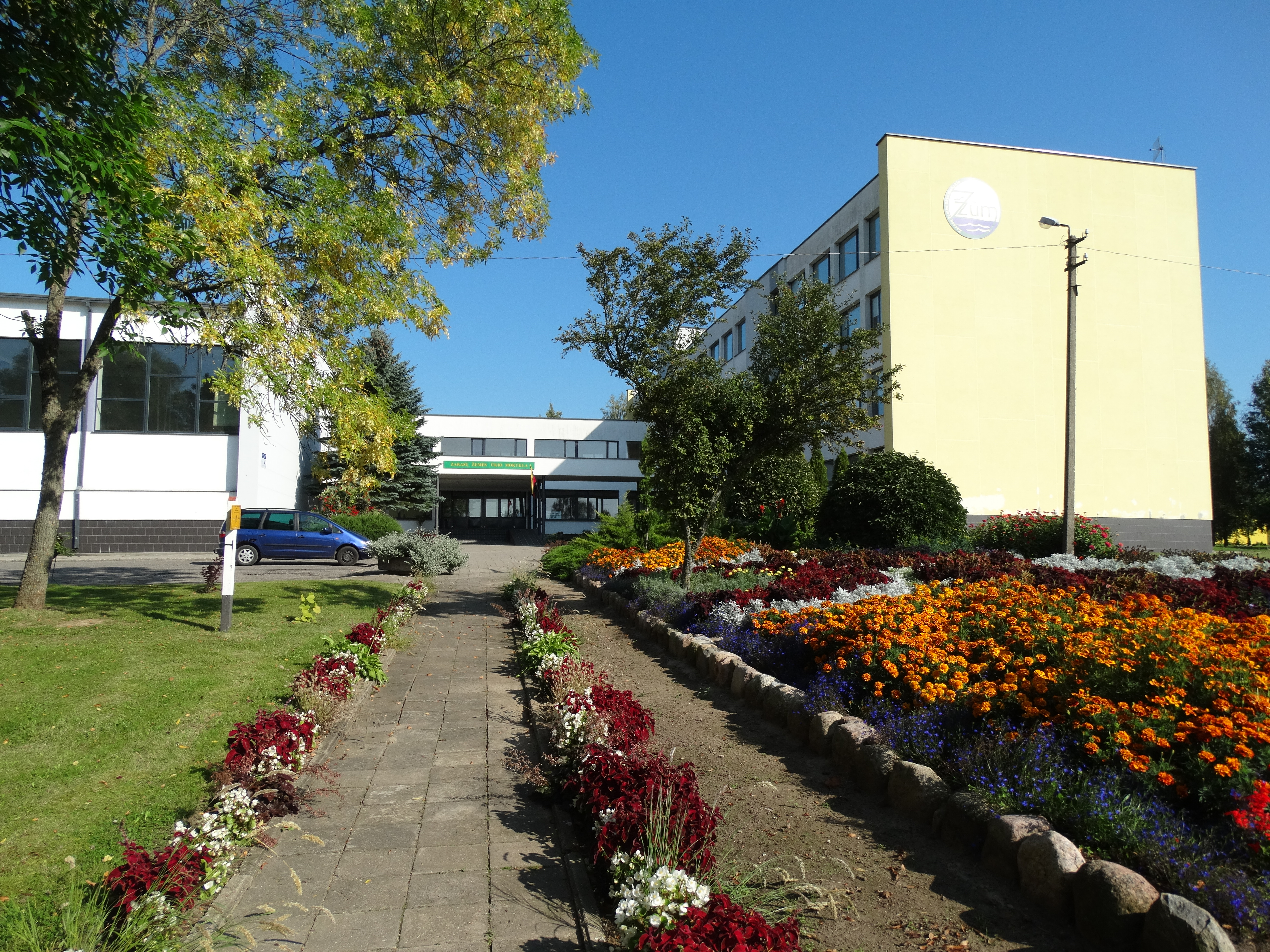
Scuola di agraria

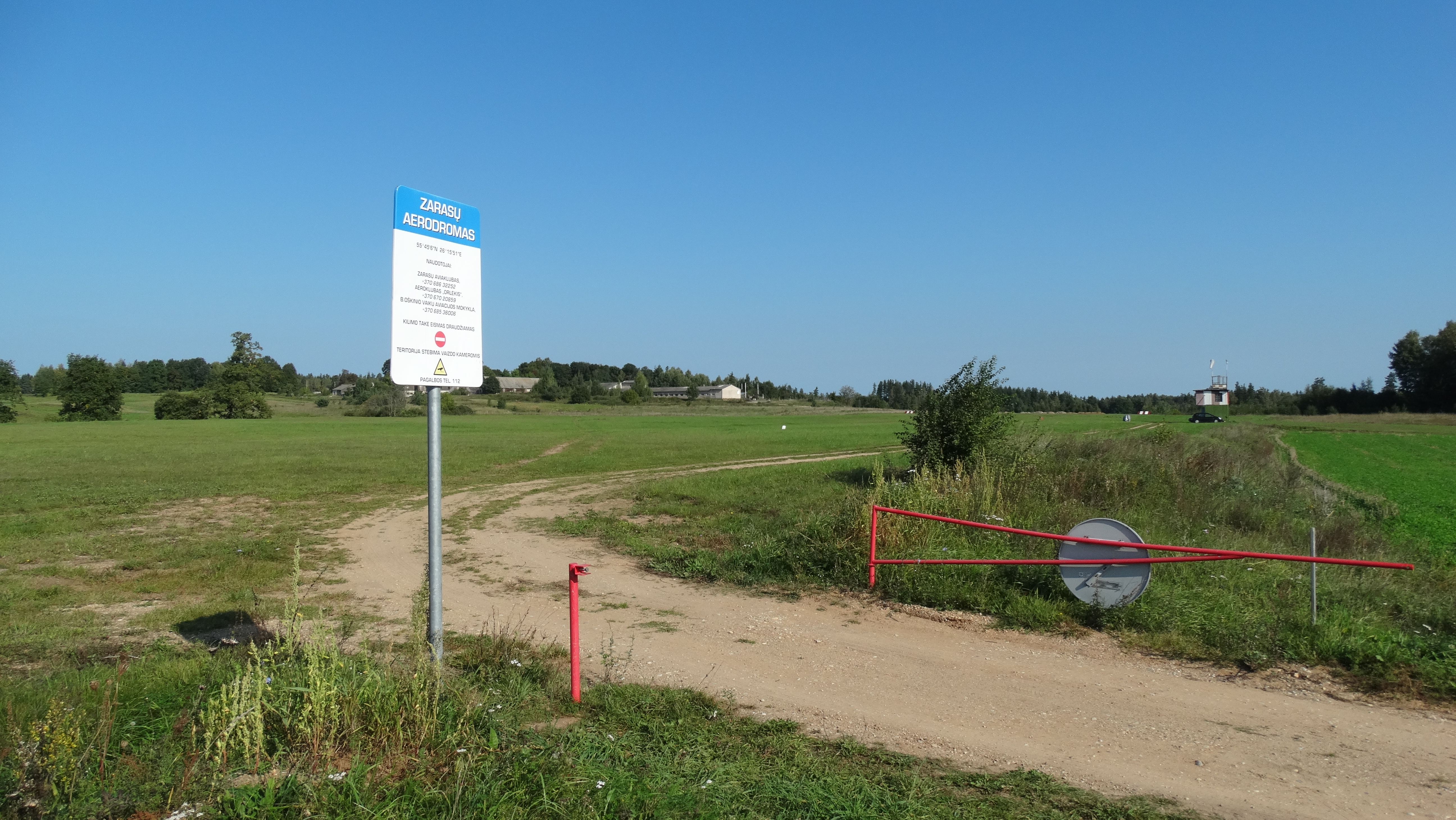
Lo Zarasų aerodromas

L’insediamento si è sviluppato abbastanza recentemente. Vicino alla città, nella foresta di Tabor, c'è il cimitero dei soldati tedeschi morti nel corso della Grande Guerra. Nel 1985 si contavano 647 abitanti, diminuiti poi nel corso degli ultimi decenni.
Nel 1998, è stata aperta una biblioteca aperta, oltre ad una scuola di agraria e il piccolo scalo aeroportuale Zarasai Aviation Club.